# 그렉 스팀스마

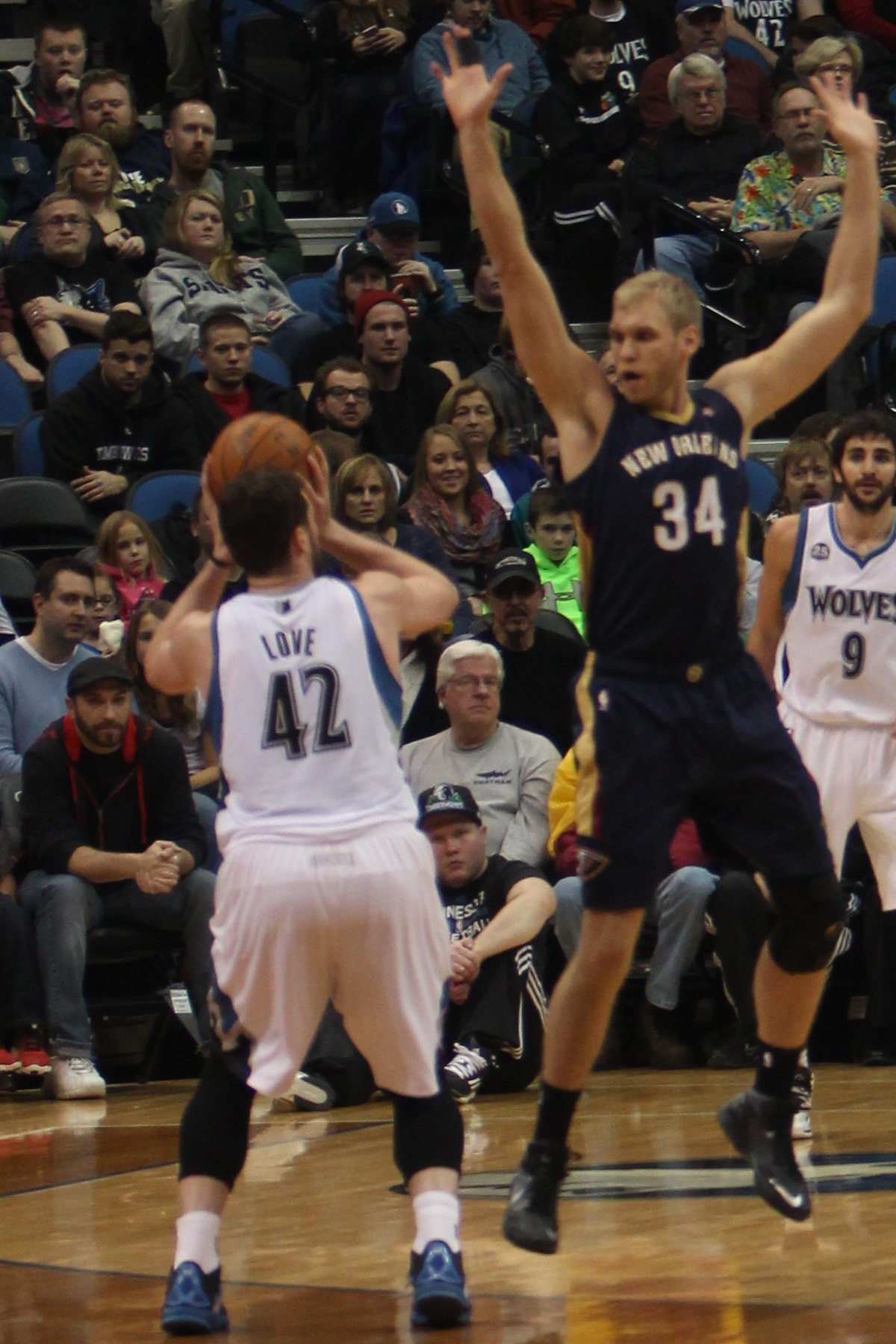

그렉 스팀스마(Greg Stiemsma, 본명: Gregory Stiemsma, /ˈstiːmsmə/, 1985년 9월 26일 ~ )는 전미 농구 협회(NBA)에서 4시즌을 보낸 전직 프로 농구 선수이다. 랜돌프 고등학교에서 고등학교 농구를, 위스콘신 대학교 매디슨에서 대학 농구를 하다가 2008년 NBA 드래프트에서 지명을 받지 못했다. 6'11"의 센터인 스팀스마는 선수 시절 수비와 슛 블로킹 능력으로 유명했다.

## 고등학교 경력
스팀스마는 위스콘신 주 랜돌프에 있는 랜돌프 고등학교에 다녔으며, 그곳에서 2학년, 3학년, 4학년 때 로켓츠를 디비전 4 주 타이틀로 이끌었다. 2002-03년 주니어 시절 그는 경기당 평균 14.5득점, 8.3리바운드, 5.5블록, 2.7어시스트를 기록하며 1군 올스테이트 영예를 얻었다.
2003년 11월, 그는 위스콘신 대학교 매디슨에서 대학 농구를 하겠다는 국가 의향서에 서명했다.
2003-04년 시니어로서 그는 오른쪽 무릎 부상으로 인해 단 18경기에 출전하지 못했지만, 경기당 평균 11.6득점, 8.3리바운드, 4.1블록을 기록하며 AP(Associated Press) 올스테이트 3팀의 영예를 얻었다.